# Guugu Yimidhirr
Die Guugu Yimidhirr sind ein Stamm der Aborigines von Australien, der die Sprache gleichen Namens spricht. Es gibt einige hundert Sprecher, die meisten von ihnen leben in Hopevale, Cooktown und Wujal Wujal auf der Kap-York-Halbinsel im Norden Queenslands. Der Name des Stammes leitet sich von ihrer Sprache ab und bedeutet „Sprache (guugu), die (für Ding das Wort) yimi hat“
Auf die Guugu Yimidhirr geht beispielsweise das Wort „Känguru“ zurück, das in ihrer Sprache „gangurru“ ([ɡaŋʊrʊ]) heißt.
Neben ihrer Sprache sind sie vor allem für ihr besonderes Raumverständnis bekannt, das u. a. von John Haviland und Stephen C. Levinson untersucht wurde (z. B. in dessen Artikel Relativity in spatial conception and description). So gibt es für Richtungsangaben keine Vokabeln relativ zum Benutzer (links und rechts), sondern nur Himmelsrichtungen (entsprechend Norden, Süden, Osten, Westen). Sie sagen also z. B.: „Da ist eine große Ameise nördlich von deinem Fuß“ (statt vor deinem Fuß) oder „Rück mit dem Stuhl ein bisschen nach Osten“ (statt zurück).